# Avião de intercepção
Um avião de intercepção, interceptador ou interceptor é um tipo muito específico de avião de caça, concebido para interceptar e abater aeronaves inimigas, geralmente bombardeiros mas, ocasionalmente, também outras aeronaves de ataque à superfície.
A função de um avião de intercepção é deter uma aeronave inimiga quando se aproxima do objetivo. Portanto, devem ser de decolagem rápida e capazes de desenvolver altas velocidades em ângulos próximos de 90 graus na ascensão. Em virtude destas características a sua autonomia é sacrificada e, portanto, os aviões de intercepção dispõem, em geral, de curto alcance. Para interceptar, você ataca outra aeronave que não o tem como alvo, mas sim sua base ou sua cidade (generalizado).
As primeiras aeronaves do tipo surgiram pouco antes da Segunda Guerra Mundial, para combater os bombardeiros estratégicos, de difícil abate, que surgiram em maior escala. Foram utilizados até o final da década de 1960, altura em que os bombardeiros estratégicos foram substituídos por mísseis balísticos.

## Aeronaves

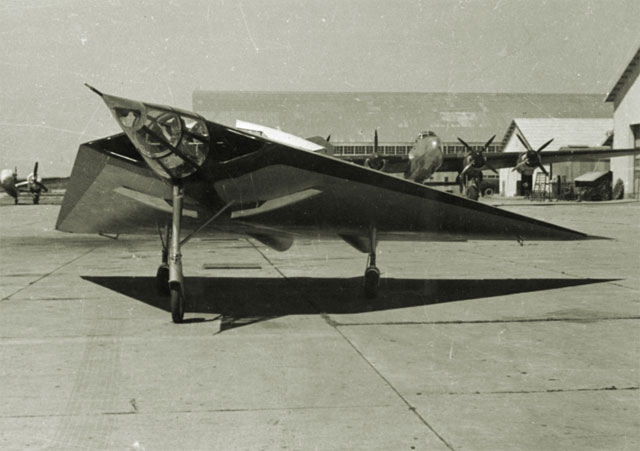
I.Ae. 37

Alguns caças também poderiam cumprir a missão de interceptador, em alguns casos específicos, dependendo da necessidade, como o Me-262 e o Me-163.

### Lista de alguns interceptadores
- Messerschmitt Me-163 Komet
- Messerschmitt Me-262 Schwalbe
- McDonnell Douglas F-15 Eagle
- Grumman F-14 Tomcat
- Nakajima Ki-87

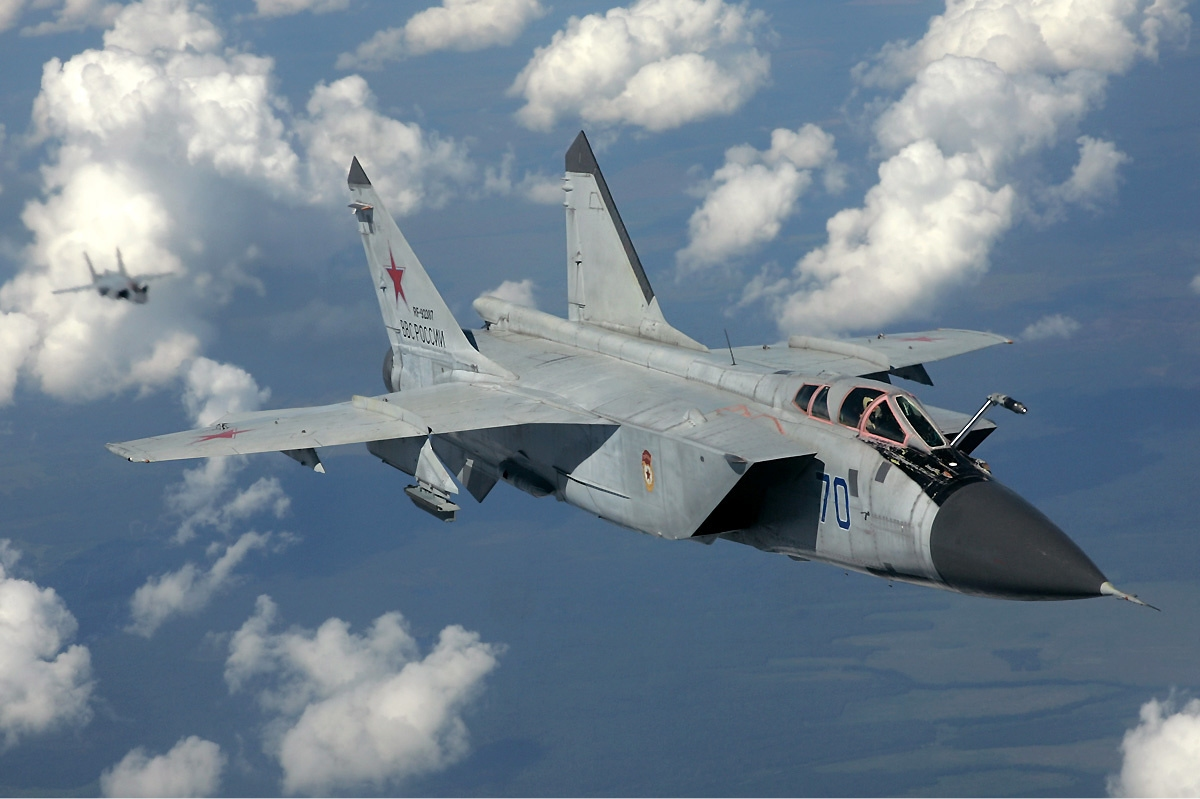
Um Mig-31 da Força Aérea Russa.

- Yakovlev Yak-141 (código OTAN: Freestyle)
- Yakovlev Yak-28
- Yakovlev Yak-25
- Mikoyan-Gourevitch (Gurevich) Mig-23 (código OTAN: Flogger)
- Mikoyan-Gourevitch (Gurevich) MiG-25 (código OTAN: Foxbat)
- Mikoyan-Gourevitch (Gurevich) Mig-31 (código OTAN: Foxhound)
- Bachem Ba-349 Natter
- Blohm & Voss BV P.155
- Blohm & Voss BV P.40
- Supermarine Spitfire
- English Eletric Lightning
- Messerschmitt Me-109 Emil
- Saab Jas-35 Draken
- Saab Jas-37 Viggen
- McDonell Douglas F-101 Voodoo
- Convair F-102 Delta Dagger
- Convair F-106 Delta Dart
- Tupolev Tu-28 (código OTAN: Fiddler)
- Avro CF-100 Canuck
- Avro CF-105 Arrow
- Lockheed F-104 Starfighter
- Shenyang J-8
- Vought F-8U Crusader
- Lockheed YF-12
- Sukhoi Su-27
- Sukhoi Su-9
- Sukhoi Su-15 (código OTAN: Flagon)
- McDonnell Douglas F-4H Phantom II
- North American XF-108 Rapier
- Northtrop F-89 Scorpion
- Republic F-94 Starfire
- Helwan HA-300
- Mikoyan-Gourevitch MiG-29M
- Sukhoi Su-11